# Hugh Cook
Hugh Cook (n. 9 august 1956 – d. 8 noiembrie 2008) a fost un autor american de literatură științifico-fantastică & fantasy. Este cel mai cunoscut pentru seria epică The Chronicles of an Age of Darkness. 

## Biografie
S-a născut în Essex, Anglia și s-a mutat în Noua Zeelandă, iar în 1997 s-a mutat în Japonia.

## Opere

### SeriaChronicles of an Age of Darkness
- The Wizards and the Warriors - (sau Wizard War) 1986 (ISBN 0-552-12566-0)
- The Wordsmiths and the Warguild - (sau The Questing Hero and The Heroes Return (2 volumes)) 1987 (ISBN 0-552-13130-X)
- The Women and the Warlords - (sau The Oracle) 1987 (ISBN 0-552-13131-8)
- The Walrus and the Warwolf  1988 (ISBN 0-552-13327-2)
- The Wicked and the Witless - 1989 (ISBN 0-552-13439-2)
- The Wishstone and the Wonderworkers - 1990 (ISBN 0-552-13536-4)
- The Wazir and the Witch - 1990 (ISBN 0-552-13537-2)
- The Werewolf and the Wormlord - 1991 (ISBN 0-552-13538-0)
- The Worshippers and the Way - 1992 (ISBN 0-552-13848-7)
- The Witchlord and the Weaponmaster - 1992 (ISBN 0-552-13849-5)